# Nada que perder (película)
Nada que perder (titulada en inglés Nothing to Lose) es una película de comedia estadounidense de 1997 protagonizada por Martin Lawrence y Tim Robbins. La película fue dirigida por Steve Oedekerk, quien también escribió el guion e hizo un cameo como un guardia de seguridad que hacía sincronía de labios con una radio en la película. Además de Robbins y Lawrence, Nada que perder cuenta con un elenco adicional de actores entre los que se encuentran John C. McGinley, Giancarlo Esposito, Kelly Preston, Michael McKean, entre otros.
La película fue lanzada en julio de 1997 y pasó a engrosar más de cuarenta millones de dólares brutos en taquilla. Naughty by Nature canta el tema de la película, que fue titulado "Nothing to Lose (Naughty Live)", pero fue la versión remix de la canción "Not Tonight" interpretada por Lil Kim y con Left Eye, Da Brat, Angie Martinez y Missy Elliott la que obtuvo la mayor atención de la banda sonora, ya que estuvo mucho tiempo en antena en televisión y radio e incluso llegó a los diez primeros puestos del ranking Hot 100 de Billboard.

## Argumento
Un ejecutivo de publicidad de una exitosa compañía, Nick Beam (Tim Robbins), cree que lo tiene todo: un gran empleo, un buen sueldo y una esposa perfecta. Todo se viene abajo la tarde en que sale temprano del trabajo y va a casa para sorprender a su esposa y en cambio la encuentra en la cama con su jefe. Deshecho, se escapa en su camioneta y se encuentra con T-Paul (Martin Lawrence), un ladrón de poca de monta tratando de mantener a su familia. Juntos, y sin nada que perder, planean un gran robo y una venganza contra el jefe de Nick.

## Elenco
- Martin Lawrence como Terrance Paul "T-Paul" Davidson.
- Tim Robbins como Nick Beam.
- John C. McGinley como Davis "Rig" Lanlow.
- Giancarlo Esposito como Charles "Charlie" Dunt.
- Michael McKean como Phillip "P.B" Barrow.
- Kelly Preston como Ann Beam.
- Susan Barnes como Delores.
- Rebecca Gayheart como Danielle.
- Samaria Graham como Lisa Davidson.
- Marcus T. Paulk como Joey Davidson.
- Penny Bae Bridges como Tonya Davidson.
- Irma P. Hall como Bertha "Mama" Davidson.
- Caroline Keenan como la hermana de Ann.
- Patrick Cranshaw como Henry.
- Steve Oedekerk como Guardia de seguridad Baxter.

## Filmación
La película se filmó en distintos lugares de California y Nueva Jersey. Las ubicaciones principales utilizadas para la filmación en California fueron Los Ángeles y Monrovia. La ubicación principal utilizada en Nueva Jersey para el rodaje fue la ciudad de Bloomfield.